# أكسيدوبامين
أُكسيدوبامين، والمعروف أيضًا باسم 6-هيدروكسيد الدوبامين، مركب عضوي اصطناعيّ عصبيّ يستعمله الباحثون لإتلاف العصبونات دوبامينية الفعل، ونورأدرينالينية الفعل انتقائيًا في الدماغ.
الاستخدام الرئيسي حسب الأبحاث العلمية هو تحفيز الباركنسونيَّة في حيوانات المختبر بإتلاف العصبونات الدوبامينيَّة بالجزء المكتنز للمادة السوداء؛ لتطوير واختبار أدوية، وعلاجات جديدة لمرض باركنسون.

## التاريخ
وُصِف السمُ العصبيُّ أُكسيدوبامين أولَ مرة عام 1959. وبعدَ سنين، في عام 1968 طوَّرت شركة أنغرستيد أول نموذج يستغل السمية العصبية لأُكسيدوبامين، حاصلة على نموذج حيواني من الخدر الحركي مع معدل نفوق مرتفع للغاية. ومنذ ذلك الحين، أصبح الأُكسيدوبامين من السموم العصبية المستخدمة لصنع نمازج حيوانية مصابة بمرض باركنسون.

## النماذج المتاحة
يُحقن أُكسيدوبامين حقنًا مُباشرًا في النظام السوداوي المخططي، مستهدِفًا نواقل الدوبامين الفعَّالة (DAT). ويُمكن القيام بذلك عبر الحقن التجريبي. وسوف يُسبِّب ذلك فقد نواقل الدوبامين الفعالة بالجسم المخط بتأثير النظام السوداوي المخططي، مما يؤدي إلى فقد العصبونات الدوبامينية بالجزء المكتنز.

## الاستعمال
أُكسيدوبامين هو مادة سامة مناهضة للناقل العصبي دوبامين، تستخدم لصنع نماذج تجريبية في مرض باركنسون. يؤدي مرض باركنسون إلى تنكس العصبونات الدوبامينية في الدماغ المتوسط مما يؤدي إلى استتفاد الدوبامين. لذلك، يمكن أن يسبب أُكسيدوبامين مرض باركنسون في النماذج الحيوانية. يمكن استخدام هذه النماذج لعمل أبحاث علمية لعلاج مرض باركنسون. تستخدم تلك المادة السامة -أيضًا- في النماذج التجريبية لاضطراب فرط الحركة ونقص الانتباه، ومتلازمة ليش نيهان.

## الأيض
يعتقد أن أكسيدوبامين يدخل إلى العصبونات عبر الناقل العصبي، دوبامين وعبر نواقل استرداد النورأدرينالين. غالبًا ما يستعمل أكسيدوبامين مقترنًا مع مثبط انتقائي لاسترداد النورأدرينالين (مثل ديسيبرامين) لإتلاف العصبونات دوبامينية الفعل.

## الفاعلية والآثار الجانبية

### الفاعلية
يعطى الأكسيدوبامين بالحقن، ويسبب زيادة في تدفق وانخفاض  ضعط العين. ويستمر بضعة أيام تصل إلى أسبوعين. والغرض الحقيقي منه هو زيادة التحسس لناهضات ألفا وبيتا الأدرينية، وتستمر مرحلة فرط التحسس لمدة تصل إلى 6 أشهر.

## السُّمية
هناك العديد من الطرق التي قد يتسبب فيها الأكسيدوبامين في حدوث تأثيراتٍ سميَّةٍ. ومع ذلك، فغالباً ما يكون من الصعب تحديد الآلية التي تُسَبِّب تلف الخلايا العصبية بعد تعاطي ذلك العقار. يُعتقد -أيضًا- أن التأثيرات السمية للأكسيدوبامين ناجمة عن امتصاصه داخل النهايات العَصبيَّة الكاتيكولامينيَّة. ذلك بأن جهاز النقل الكاتيكولاميني يُظهِر انجذابًا كبيراً للأكسيدوبامين. قد يحدث موت الخلايا الناجم عن الأكسيدوبامين من خلال ثلاث آليات.